# تشارلز س. دوتون
تشارلز ستانلي دوتون (بالإنجليزية: Charles Stanley Dutton)‏ ممثل ومخرج أمريكي من مواليد 30 يناير 1951، حاصل على جائزة الإيمي ثلاث مرات عام 2000 كأفضل مخرج لمسلسل قصير عن الزاوية، وعامي 2002 و2003 كأفضل ضيف شرف في مسلسل درمي عن الممارسة وبدون أثر.

## مواقع خارجية
- تشارلز س. دوتون على موقع IMDb (الإنجليزية)
- تشارلز س. دوتون على موقع ألو سيني (الفرنسية)
- تشارلز س. دوتون على موقع أول موفي (الإنجليزية)
- تشارلز س. دوتون على موقع قاعدة بيانات برودواي على الإنترنت (الإنجليزية)
- تشارلز س. دوتون على موقع قاعدة بيانات الأفلام السويدية (السويدية)
- تشارلز س. دوتون على موقع إن إن دي بي (الإنجليزية)
- تشارلز س. دوتون على موقع قاعدة بيانات الفيلم (الإنجليزية)
- تشارلز س. دوتون على موقع كينوبويسك (الروسية)